# Jelito kręte
Jelito kręte (łac. ileum) – końcowy odcinek jelita cienkiego. U człowieka ma ono około 3 metrów długości. W tej części przewodu pokarmowego zachodzą końcowe etapy trawienia, oraz wchłanianie strawionej treści pokarmowej. Jelito to kończy się zastawką krętniczo-kątniczą.  